# Illo (figlio di Eracle)
Illo (in greco antico: Ὕλλος?, Hýllos) è un personaggio della mitologia greca. Fu un eraclide che tentò la conquista del Peloponneso.

## Genealogia
Figlio di Eracle e di Deianira o della naiade Melite o di Onfale, sposò Iole che lo rese padre di Cleodeo e delle figlie Evaechme, Aristaechme ed Hyllis.
La figlia Hyllis fu la madre di Zeusippo avuto da Apollo.

## Mitologia
Nel suo mito, che presenta comunque molte varianti, sono raffigurate le migrazioni delle tribù dei Dori, un popolo di cui divenne re dopo aver sottomesso i fratelli Dimante e Panfilo.

### La guerra del Peloponneso
Dopo la morte del padre Eracle, sposò Iole e fuggì con i suoi fratelli dal regno di Euristeo per spostarsi a Trachinia nel regno di Ceice e quando Euristeo pretese la loro resa e minacciò la guerra contro Ceice, abbandonarono quel regno per rifugiarsi ad Atene.
Euristeo mosse guerra ad Atene ed in una battaglia presso Tricorinto Illo lo uccise e gli tagliò la testa che diede ad Alcmena (sua nonna e madre di Eracle).
Illo si rivolse poi all'oracolo di Delfi ed ottenne la risposta di dover attendere il terzo raccolto prima di poter tornare a Micene, ma lo fraintese poiché non significava "tre anni" bensì "tre generazioni", ma credendo nell'interpretazione errata mosse contro Micene.
Quando i due eserciti furono radunati presso l'Istmo di Corinto, Illo sfidò in un duello singolo qualsiasi nemico lo volesse affrontare e con l'accordo che se fosse stato lui il vincitore, gli Eraclidi avrebbero avuto i regni di Euristeo (Micene e Tirinto) e se invece fosse stato sconfitto, i discendenti di Eracle non sarebbero più ritornati nel Peloponneso per un periodo di cinquanta o cento anni, così fu sfidato da Echemo che lo vinse ed uccise. 
Fu sepolto a Megara.

### Altre tradizioni
Nella tradizione che lo indica come figlio di Eracle e della naiade Melite, Illo nacque sull'isola dei Feaci e, divenuto adulto, si trasferì sul continente e viaggiò nell'estremo nord della Grecia, dove divenne re ed eponimo della tribù degli Illiri ed in seguito fu ucciso dai Mentori durante una lite sul bestiame.
Secondo altre tradizioni sua madre fu la regina della Lidia Onfale ed Eracle, che per un certo periodo visse nel suo palazzo come schiavo, lo concepì con lei.